# Thomas Cranmer
Thomas Cranmer (2 de juliol de 1489, Aslacton, Nottinghamshire - Oxford, 21 de març de 1556)  va ser un representant destacat de la reforma anglicana. El 1533 va ser nomenat arquebisbe de Canterbury i, per tant, primat de l'Església anglicana, per part del rei Enric VIII d'Anglaterra. Va declarar la nul·litat del matrimoni del rei amb Caterina d'Aragó i vàlid el contret amb Anna Bolena, que va ser una de les causes del cisma de l'Església d'Anglaterra amb la Santa Seu. Al costat de Thomas Cromwell, va donar suport al principi de la supremacia reial, en la qual el monarca era considerat sobirà sobre l'Església dins del seu regne. Cranmer encapçalà la facció més decididament protestant del cisma anglicà.
Durant el seu mandat com a arquebisbe de Canterbury va ser responsable d'establir les primeres estructures doctrinals i litúrgiques de l'església reformada. No va fer canvis radicals en l'Església durant el regnat d'Enric VIII, a causa dels conflictes de poder entre conservadors i reformistes religiosos. Malgrat això, va tenir succés en la publicació del primer ofici religiós autoritzat a llengua vernacla, Exhortació i lletania. Quan Eduard VI va arribar al tron, Cranmer va poder promoure reformes importants. Va escriure i compilar les dues primeres edicions del Llibre de l'oració comuna, una litúrgia especial per a l'Església d'Anglaterra. Amb l'ajuda de diversos reformadors continentals, als quals va donar refugi, va canviar la doctrina en àrees com l'eucaristia, el celibat clerical, el paper de les imatges en els llocs de culte i la veneració. Cranmer va promulgar les noves doctrines a través del Llibre d'Oració Comuna, el Llibre d'homilies  i altres publicacions com els "trenta-nou articles de la fe" de l'any 1553 on es combinaven formulacions luteranes i zwinglianes junt amb elements encara catòlics.
Va ser enjudiciat per alta traïció i heretgia quan va pujar al tron la catòlica Maria I. Aquesta, restauradora del catolicisme, va nomenar el cardenal Reginald Pole arquebisbe de Canterbury i va ordenar cremar Thomas Cranmer amb 273 heretges més. Empresonat durant més de dos anys i sota pressió de les autoritats eclesiàstiques, Cranmer va fer diverses retractacions i, aparentment, es va reconciliar amb l'Església catòlica. Malgrat això, en el dia de la seva execució, es va retractar de les seves paraules a la presó i va morir com un heretge per als catòlics i màrtir per als reformistes anglesos. La mort de Cranmer va ser immortalitzada en  El llibre dels màrtirs  i el seu llegat continua viu dins de l'Església d'Anglaterra en el seu Llibre d'Oració Comuna i els «trenta-nou articles» una declaració de la fe anglicana basada en la seva obra.

## Orígens

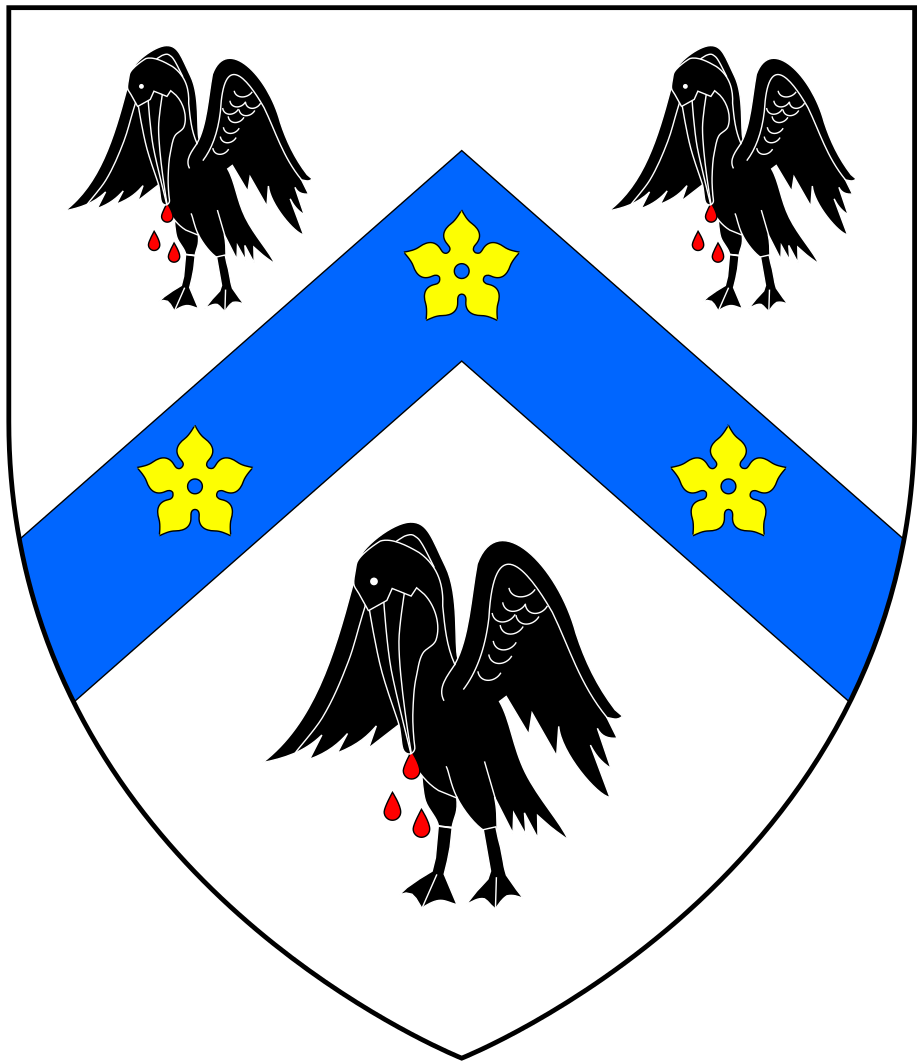
Les armes parlants de la família Cranmer eren: argent, un xebró entre tres grues atzurs. El blasó va ser alterat per Enric VII cap a 1544: 'argent, 1 xebró d'atzur entre tres pelicans de sabre ferint-se a si mateixos, decorat com moltes Cinc-en-rama, perquè «aquestes aus haurien de significar per a ell que hauria d'estar preparat, com ho està el pelicà, per vessar la seva sang pels seus joves, criats en la fe de Crist ».

Nascut el 1489 a Aslockton (Nottinghamshire),   era el fill menor de Thomas Cranmer i la seva esposa Agnes Hatfield. El pare posseïa una modesta riquesa i provenia d'un llinatge de cavallers establert a la finca de Cranmer a Lincolnshire; tenia el títol de lord of the manor  (senyor de la finca), que havia arribat al seu besavi Edmund Cranmer per matrimoni amb l'hereva dels Aslacton, en l'època del rei Enric II. Més tard va passar per una hereva de Cranmer al baró John Molyneux, qui la va vendre al marquès de Dorchester i, en 1792, va ser propietat del 'representant del duc de Kingston. Una pedra cerimonial d'un dels seus familiars a l'església de Whatton, prop d'Aslockton, té la següent inscripció:  hic jacet thomas cranmer, armiger, qui obiit vicesimo septimo die mensis maii, anno d[omi]ni. md centesimo primo, cui[us] a[n]i[ma]e p[ro]p[i]cietur deus amen («Aquí jeu Thomas Cranmer, mort el 27 de maig de l'any del nostre senyor 1601, a l'ànima pot Déu mirar amb pietat. Amén»). El fill gran, John Cranmer, va heretar el patrimoni familiar, mentre que Thomas i Edmund, el fill petit, van decidir ingressar en el clergat.

## Primers anys
Els historiadors no han trobat informació sobre l'educació primerenca de Cranmer. Probablement va assistir a una escola primària del poble. Al l'edat de catorze anys, dos anys després de la mort del seu pare, va ser enviat al Jesús College de Cambridge.  Va trigar vuit anys a arribar al seu Bachelor of Arts amb un pla d'estudis de lògica, literatura clàssica i filosofia. Durant aquest temps, va començar a col·leccionar llibres escolàstics medievals, que va conservar durant tota la seva vida. Per a la seva mestria va triar un pla d'estudis diferent, enfocant-se en els humanistes Jacques Lefèvre d'Étaples i Erasme. Aquesta vegada va progressar sense retards i va acabar el curs en tres anys. Poc després de rebre el seu Master of Arts l'any 1515, va ser elegit per una beca del Jesus College.   En algun moment després d'obtenir el seu mestratge, es va casar amb una jove anomenada Joan. Com que encara no era sacerdot, es va veure obligat a renunciar a la seva beca, cosa que va provocar la pèrdua de la seva residència al Jesus College. Per mantenir la seva dona i a si mateix, va buscar treball com a professor adjunt al Buckingham Hall (posteriorment reformat com Magdalene College). Quan Joan morir en el seu primer part, l'administració del Jesus College va expressar la seva consideració cap a Cranmer a restablir-li la beca. Va començar a estudiar teologia i va ser ordenat cap a l'any 1520, encara que la universitat ja l'havia nomenat com un dels seus predicadors. Va rebre el seu títol de Doctor of Divinity l'any 1526. 
No se sap gaire del pensament i les experiències de Cranmer en les seves tres dècades a Cambridge. Tradicionalment, ha estat retratat com un humanista del qual l'entusiasme pels estudis bíblics el van preparar per a l'adopció de les idees luteranes, que es van propagar durant els anys 1520. No obstant això, un estudi de la seva marginàlia revela una antipatia primerenca a Martí Luter i admiració per Erasme   El cardenal Wolsey, lord canceller del rei, va seleccionar a diversos acadèmics de Cambridge (entre ells Edward Lee, Stephen Gardiner i Richard Sampson) per enviar-com a diplomàtics al continent europeu; Cranmer va ser elegit per a un lloc menor a l'ambaixada anglesa a Espanya. 

## Al servei del rei Enric VIII
El primer matrimoni d'Enric VIII va tenir origen l'any 1502, quan va morir Artur, el seu germà gran. El seu pare, Enric VII, va esposar la llavors vídua d'Artur, Caterina d'Aragó, per al futur rei. El compromís va plantejar qüestions relacionades amb la prohibició bíblica contra la unió conjugal de l'esposa d'un germà (cf. Levític 18 i 20). La parella es va casar l'any 1509 i, després d'una sèrie d'avortaments involuntaris, van tenir una filla (Maria) l'any 1516. A mitjan anys 1520, Enric VIII no tenia un fill mascle que pogués anomenar el seu hereu. Va considerar que era un signe de la ira de Déu i va fer negociacions amb la Santa Seu per a aconseguir la nul·litat matrimonial.  El cardenal Wolsey va tenir la tasca de processar el cas i va obrir consultes amb experts universitaris. A partir de 1527, Cranmer va ajudar en el procés d'anul·lació, al mateix temps que complia els seus deures de catedràtic a Cambridge.
En l'estiu de 1529, Cranmer es va allotjar amb uns parents a la parròquia de Waltham Holy Cross per evitar un brot de la pesta a Cambridge. Dos dels seus companys de Cambridge, Stephen Gardiner i Edward Foxe, el van acompanyar. Els tres van discutir el tema de la nul·litat matrimonial i Cranmer va suggerir ometre la causa legal a Roma a canvi d'un sondeig general de les opinions de teòlegs universitaris d'Europa. Enric VIII va mostrar interès en aquesta idea quan Gardiner i Foxe li van presentar el pla. No se sap si el rei o el seu lord canceller, Thomas More, va aprovar explícitament el pla. Finalment es va implementar i es va demanar a Cranmer unir-se a l'equip real a Roma per demanar opinions de les universitats.  Edward Foxe va coordinar les activitats de recerca i l'equip va compilar el Collectanea satis copiosa (lit., les col·leccions suficientment abundants) i les determinacions (The Determinations), un argument històric i teològic que el rei exerceix la jurisdicció suprema dins del seu regne.   Les seves primeres entrevistes amb reformadors continentals van ser amb Simon Grynaeus -humanista radicat a Basilea -, Huldrych Zwingli i Johannes Hausschein, seguidors dels reformistes suïssos. En l'estiu de 1531, Grynaeus va fer una llarga visita a Anglaterra per oferir-se com a intermediari entre el rei i els reformistes continentals. Va entaular amistat amb Cranmer i, després de tornar a Basilea, va escriure sobre ell al reformador alemany Martin Bucer a Estrasburg. Aquests primers acostaments foren el començament de la relació de Cranmer amb els reformadors d'Estrasburg i Suïssa.
El gener de 1532, Cranmer fou nomenat ambaixador resident a la cort de l'emperador del Sacre Imperi, Carles V. Mentre l'emperador viatjava pel seu regne, Cranmer va seguir fins a la seva residència a Ratisbona. Va passar per la ciutat luterana de Nuremberg i va observar per primera vegada els efectes de la Reforma. Quan la Dieta Imperial es va traslladar a aquesta ciutat a l'estiu, Cranmer es va reunir amb un dels teòlegs reformistes, Andreas Osiander. Es van fer bons amics i, al juliol, Cranmer va provar d'esposar-se amb la neboda de la dona d'Osiander, Margarete. En aquest país el matrimoni l'obligava a abandonar el seu vot sacerdotal de celibat. No la va prendre com la seva amant, com era el costum predominant amb els sacerdots per als quals el celibat era massa rigorós. A causa de la complexa situació política d'Anglaterra en aquests anys, va mantenir el seu matrimoni en secret. Els estudiosos assenyalen que Cranmer va començar a identificar-se -encara que de manera moderada en aquesta etapa- amb certs principis luterans.    Malgrat això, no va poder assimilar aquest progrés en la seva vida política, perquè va ser incapaç de convèncer l'emperador Carles V, nebot de Catalina, que donés suport a la nul·litat matrimonial de la seva tia.  

## Arquebisbe de Canterbury

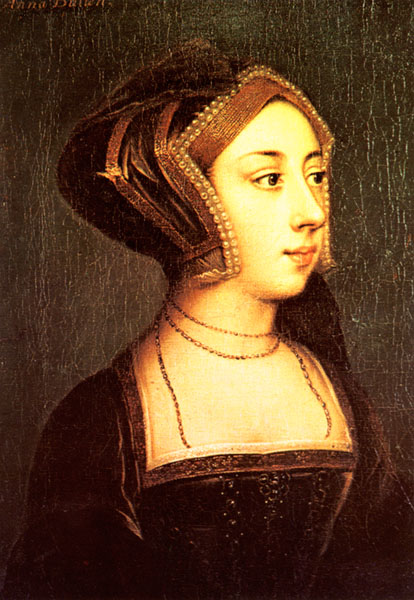
La família d'Anna Bolena va assegurar el nomenament de Cranmer com a arquebisbe de Canterbury.

Mentre seguia a Carles V en la seva travessia per Itàlia, va rebre una lletra real de l'1 d'octubre de 1532 informant-lo que el rei Enric VIII l'havia nomenat arquebisbe de Canterbury, per substituir el mort William Warham. En la missiva, el rei va manar que Cranmer havia de tornar immediatament a Anglaterra. El nomenament va estar assegurat per la família d'Anna Bolena, a qui Enric VIII festejava. L'ascens de Cranmer va causar gran sorpresa a Londres, ja que ell només havia ocupat càrrecs de menor importància en l'Església d'Anglaterra. El papat volia evitar la ruptura total amb Anglaterra i, buscant complaure el rei, el romà pontífex va autoritzar el nomenament. Cranmer va abandonar Màntua el 19 de novembre i va arribar a Anglaterra a principis de gener. El rei va finançar personalment les butlles papals necessàries per a la promoció de Cranmer. Les butlles van ser adquirides fàcilment pel fet que el nunci papal tenia l'ordre de complaure el govern anglès, en un esforç per evitar una ruptura diplomàtica. Les butlles van arribar el 26 de març de 1533 e Cranmer va ser consagrat bisbe el 30 de març a la capella de Sant Esteve, per John Longland, bisbe de Lincoln, John Vesey, bisbe d'Exeter, i Henry Standish, bisbe de St Asaph. Alguns al·leguen que mai va ser consagrat arquebisbe, però l'historiador Diarmaid MacCulloch assegura que això no és cert, ja que hi ha actes on consta que Cranmer va ser consagrat i autoritzat pel mateix papa.  mentre esperaven les butlles, Cranmer va continuar treballant en el cas de nul·litat matrimonial del rei, la qual cosa implicava major urgència després que Anna va anunciar el seu embaràs. Enric VIII i Anna Bolena es van casar en secret el 24 o 25 de gener de 1533, en presència d'un grapat de testimonis. Cranmer no va saber del matrimoni fins quinze dies després.  
En els següents mesos, Cranmer i el rei van treballar a establir procediments legals sobre com el matrimoni del monarca seria jutjat per clergues d'alt rang. Es conserven diversos esborranys d'aquests procediments en lletres escrites entre tots dos. Un cop acordats, Cranmer va obrir les sessions judicials el 10 de maig i va convidar Enric VIII i Caterina d'Aragó a comparèixer. Gardiner va representar el rei, però Caterina no hi va ser ni va enviar cap delegat. El 23 de maig, Cranmer va pronunciar la seva sentència i va declarar que el matrimoni d'Enric VIII i Catalina d'Aragó era en contra de la llei de Déu. Fins i tot, va emetre una amenaça d'excomunió si Enric VIII no es mantenia allunyat de Caterina. Enric VIII era lliure per casar-se i, el 28 de maig, Cranmer va validar el matrimoni d'Enric VIII i Anna Bolena. L'1 de juny, Cranmer va coronar i va ungir com a reina a Anna i li va lliurar el seu ceptre i vara. El papa Climent VII es va enfurismar per aquest atreviment, però no va poder adoptar mesures decisives quan va ser pressionat per altres monarques perquè no permetés un trencament irreparable amb Anglaterra. Tot i això, el 9 de juliol, va excomunicar provisionalment a Enric VIII i els seus assessors (incloent-hi Cranmer) i revertiria la decisió si el rei repudiava a la seva nova esposa abans de finals de setembre. El rei no va cedir i, el 7 de setembre, la seva esposa va donar a llum Isabel. Cranmer va batejar el nounat immediatament després del naixement i va ser un dels seus padrins.
L'historiador Paul Ayris va argumentar que és difícil avaluar quins punts de vista teològics de Cranmer van evolucionar des dels seus dies a Cambridge. Existeix evidència que va continuar a donar suport a l'humanisme, perquè va renovar la contribució monetària a Erasme que anteriorment era concedida per l'arquebisbe Warham. El juny de 1533 es va enfrontar a la difícil tasca de no només disciplinar un reformador, sinó també veure'l cremat a la foguera. John Frith va ser condemnat a mort per les seves impressions de l'eucaristia, ja que havia negat la presència real de Jesús. Cranmer personalment va tractar sense èxit de persuadir-lo a canviar les seves idees. Encara que va rebutjar el radicalisme de Frith, des de 1534 Cranmer clarament havia assenyalat que havia trencat amb el catolicisme i establert una nova línia teològica. També va avalar la causa de la reforma amb la substitució gradual dels clergues de la seva província eclesiàstica amb homes que seguien la seva nova forma de pensar, com Hugh Latimer.  a més, va intervenir en disputes religioses i va protegir els reformistes davant dels conservadors religiosos que desitjaven mantenir el vincle amb Roma. 

## Sota la viceregència

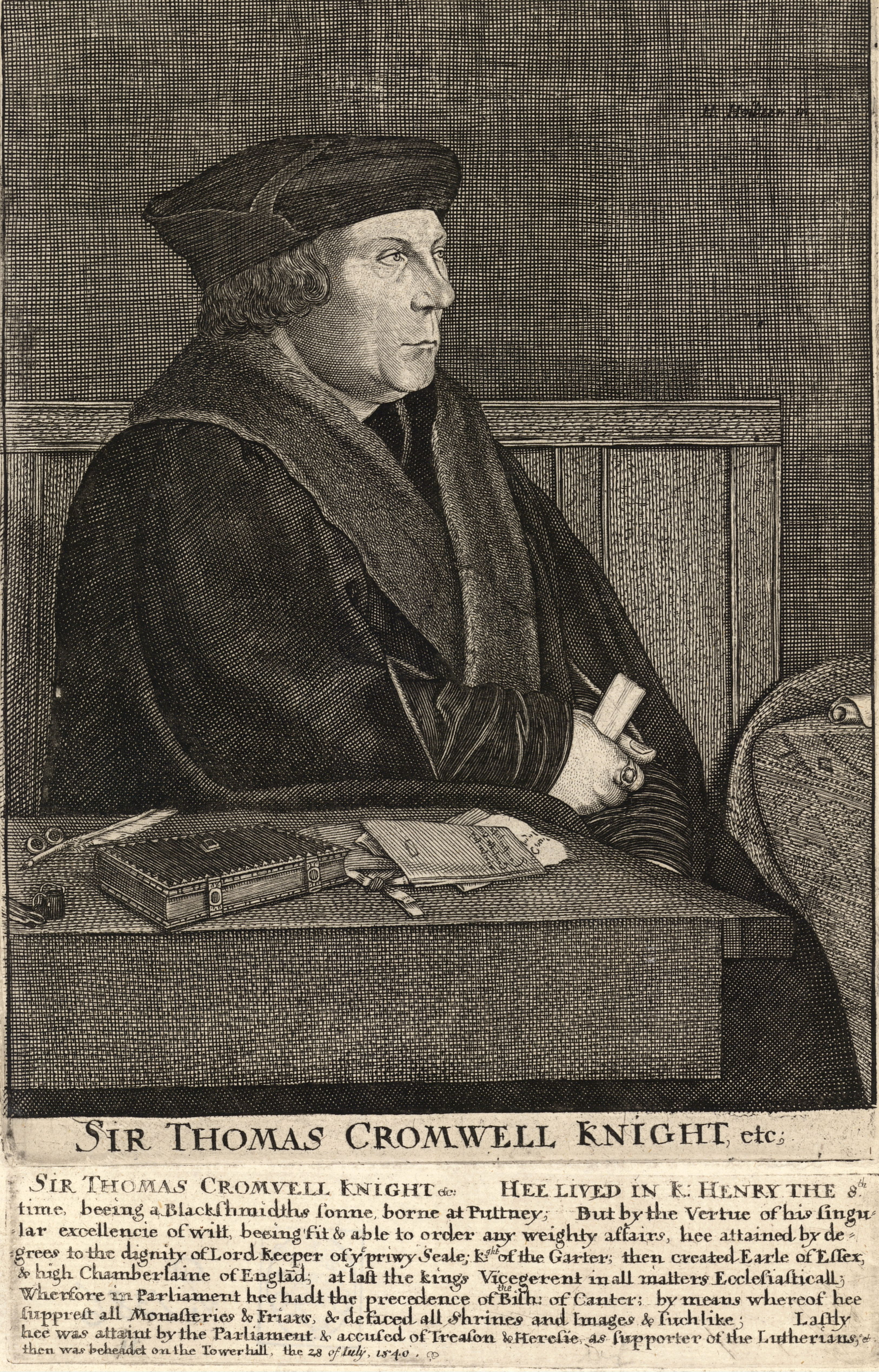
Thomas Cromwell va ser el viceregent per a assumptes espirituals del rei.

Cranmer no va ser acceptat immediatament pels bisbes en la seva província eclesiàstica. Quan feia una visita pastoral, evitava els llocs on un bisbe conservador resident pogués fer-li un desafiament que comprometès la seva autoritat. L'any 1535, va tenir trobades complicades amb John Stokesley, John Longland i Stephen Gardiner, entre d'altres, els quals es van oposar al poder i drets de Cranmer i van argumentar que l'Acta de supremacia no definia la seva rol. Això va impulsar a Thomas Cromwell, primer ministre del rei, a crear i ocupar el càrrec de viceregent,  el cap suprem adjunt d'assumptes eclesiàstics. També va activar altres institucions que van donar una estructura clara a la supremacia real. Per tant, l'arquebisbe va ser eclipsat pel viceregent Cromwell pel que fa a la jurisdicció espiritual del rei.  No hi ha evidència que Cranmer es ressentís per aquesta posició inferior.  Encara que era un erudit excepcional, no tenia la capacitat política per confrontar fins i tot als oponents clericals. Cromwell es va fer càrrec d'aquests assumptes.
El 29 de gener de 1536, quan Anna Bolena va avortar un fill, el rei va començar a reflexionar de nou sobre les prohibicions bíbliques que havia perseguit durant el seu matrimoni amb Caterina d'Aragó. Poc després de l'avortament espontani, el rei es va interessar per una altra dona, Jane Seymour. Per al 24 d'abril, havia encarregat a Cromwell que preparés el cas d'un divorci, però sense dir-li qui eren els cònjuges. Sense adonar d'aquests plans, Cranmer va continuar amb les seves tasques habituals, com escriure cartes a Cromwell sobre assumptes de poca importància fins al 22 d'abril. El 2 de maig, Anna va ser enviada a la Torre de Londres i Cranmer va ser convocat urgentment per Cromwell. A l'endemà, Cranmer va enviar una lletra al rei en la qual va expressar els seus dubtes sobre la culpabilitat de la reina i va destacar la seva estima per Anna, però després que va ser lliurada es va resignar al fet que la finalitat del matrimoni d'Enric VIII i Anna Bolena era inevitable.   El 16 de maig, Anna va rebre la seva última confessió mentre romania a la Torre de Londres. A l'endemà, Cranmer va pronunciar la nul·litat del matrimoni. Dos dies més tard, Anna va ser executada. MacCulloch documenta que Cranmer va ser un dels pocs que va lamentar públicament la seva mort.
La viceregència va atreure una sèrie de reformes sota la supervisió del rei. Es va instituir un balanç entre conservadors i reformistes i això va ser materialitzat en els «deu articles», el primer intent d'Enric VIII per definir les creences de l'Església. Els articles estaven estructurats en dues parts. Els primers cinc articles mostraven la influència dels reformistes en reconèixer només tres dels antics set sagraments: el baptisme, l'eucaristia i la penitència. Els últims cinc articles reflectien les opinions dels tradicionalistes: establir les funcions de les imatge de culte, de la veneració de sants, els ritus, cerimònies i sobre el purgatori. Es conserven els dos primers esborranys del document i manifesten els diferents punts de vida de l'equip de teòlegs. La competència entre conservadors i reformistes s'observa en les correccions fetes per Cranmer i Cuthbert Tunstall, bisbe de Durham. En el producte final havia aspectes que agradaven i molestaven a ambdues parts del debat. Per a l'11 de juliol, Cranmer, Cromwell i l'assemblea general del clergat havien subscrit els «deu articles». 
A la tardor de 1536, el nord d'Anglaterra va convulsionar en una sèrie d'aixecaments coneguts col·lectivament com el «Pelegrinatge de Gràcia», l'oposició més important a les polítiques d'Enric VIII. Cromwell i Cranmer eren els principals objectius de la fúria dels manifestants. Cromwell i el rei van treballar per sufocar agressivament la rebel·lió, mentre que Cranmer va mantenir un baix perfil.  Després d'això estava clar que el poder d'Enric VIII es trobava fora de perill, de manera que el govern va prendre la iniciativa per posar remei a les deficiències evidents dels «deu articles». El resultat després de mesos de debat fou l'Institució d'un home cristià (The Institution of a Christian Man), informalment coneguda des de la primera edició com Llibre dels bisbes (Bishops 'Book). Inicialment, aquesta obra va ser proposada en el primer sínode vicegerencial, ordenat per Cromwell al febrer de 1537 per a tota l'Església. Cromwell va inaugurar el procés, però a mida que el sínode avançava, Cranmer i Foxe van assumir la presidència i la coordinació. La major part de l'edició final va ser redactada per Foxe i el llibre va ser publicat a finals de setembre.  Fins i tot després de la impressió, la situació del llibre romania incerta perquè el rei no li havia donat el seu ple suport. En una lletra a mig acabar, Enric VIII va escriure que no havia llegit el llibre, però recolzava la seva impressió. Probablement, la seva atenció estava centrada en l'embaràs de Jane Seymour i el naixement d'un fill mascle, Eduard, que Enric VIII havia cercat durant molt de temps. Joana va morir poc després de donar a llum i el seu funeral va tenir lloc el 12 de novembre. Aquest mes, Enric VIII va començar a treballar en el Llibre dels bisbes. Les seves esmenes van ser enviades a Cranmer, Sampson i altres per obtenir els seus comentaris. Les respostes de Cranmer al rei van ser més confrontatives i amb argumentació més extensa que les dels seus col·legues. Les declaracions ambigües revelen un suport a la teologia reformada com la justificació per la fe o sola fide («per la fe sola») i la predestinació. No obstant això, les seves paraules no van convèncer el rei. Una nova declaració de fe es retardaria fins 1543 amb la publicació del Llibre del Rei (King's Book).
L'any 1538, el rei i Cromwell van rebre a prínceps luterans per discutir la formació d'una aliança política i religiosa. Enric VIII va poder establir una nova ambaixada de la Lliga d'Esmalcalda a l'estiu de 1537. Els luterans van estar complaguts i van enviar una delegació conjunta de diverses ciutats alemanyes, en la qual anava Friedrich Myconius, col·lega de Martí Luter. Els representants van arribar a Anglaterra el 27 de maig de 1538. Després de les reunions inicials amb el rei, Cromwell i Cranmer, les discussions sobre les diferències teològiques es van traslladar al Palau de Lambeth, sota la direcció de Cranmer. El progrés per arribar a un acord va ser lent, degut en part al fet que Cromwell estava massa ocupat en ajudar a accelerar els debats i també perquè l'equip de negociació en el costat anglès estava equilibrat entre conservadors i reformistes. Les reunions es van prolongar durant l'estiu. A poc a poc, els alemanys es van desanimar malgrat els esforços de l'arquebisbe. No obstant això, a principis d'any van ser molt afectats per la mort d'un col·lega de Cranmer, Edward Foxe, qui era al consell privat d'Enric VIII. En el seu reemplaçament, el rei va triar a un rival conservador de Cranmer, Cuthbert Tunstall, que va fungir com a conseller davant el rei. El 5 d'agost, els delegats alemanys van enviar una lletra al rei sobre tres elements que els preocupaven particularment (el celibat obligatori del clergat, la concessió del calze dels laics i el manteniment de misses privades per als morts). Tunstall va aconseguir influir en la decisió del rei. El resultat va ser que Enric VIII va desestimar cadascuna de les principals preocupacions dels alemanys. Encara Cranmer va pregar als representants que continuessin amb les negociacions sota l'argument de «considerar les moltes milers d'ànimes a Anglaterra» en joc, l'1 d'octubre van abandonar el país sense haver fet cap assoliment substancial. 

## Reversió de les reformes

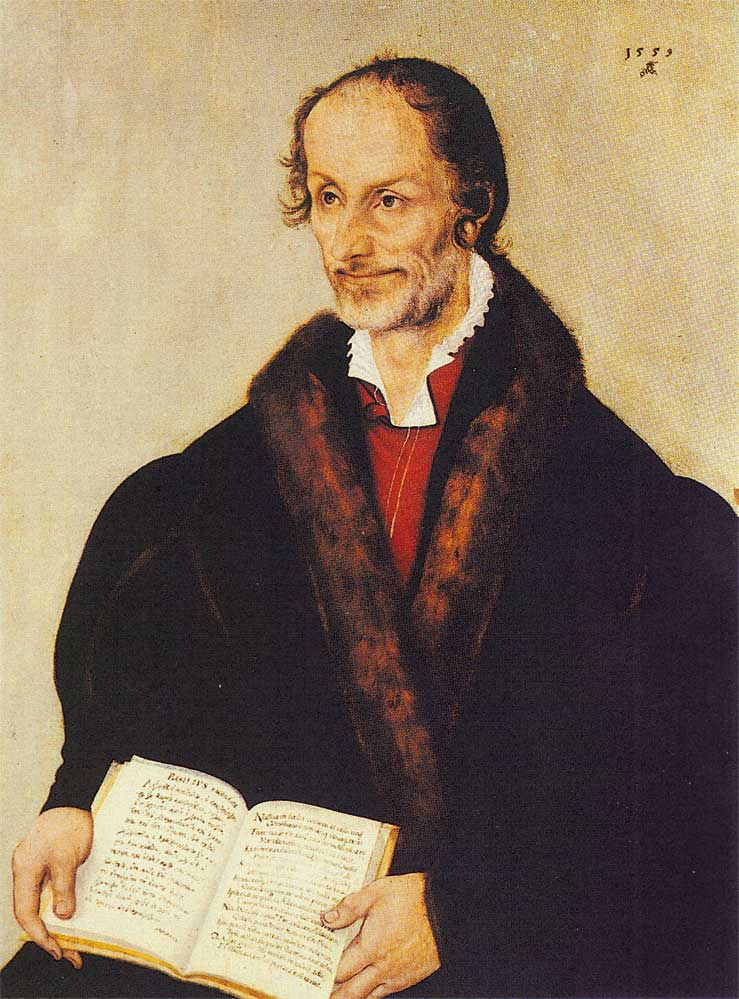
Philipp Melanchthon fou el reformista continental que més admirava Enric VIII. L'any 1552, Cranmer el va convidar a participar en un concili ecumènic a Anglaterra.

El reformista Philipp Melanchthon sabia que Enric VIII l'admirava molt. A principis de 1539, Melanchthon va escriure diverses cartes al rei d'Anglaterra per criticar els seus punts de vista sobre la religió, en particular, el seu suport del celibat clerical. A finals d'abril, una altra delegació de prínceps luterans va arribar per aprofitar les exhortacions de Melanchthon. Cromwell va manifestar al rei el seu suport a la nova missió luterana. No obstant això, el rei havia començat a canviar la seva postura i es va concentrar en complaure els conservadors anglesos en lloc dels luterans. El 28 d'abril de 1539, el Parlament es va reunir per primera vegada en tres anys. Cranmer va ser-hi present, però Cromwell no va poder assistir per problemes de salut. El 5 de maig, la Cambra dels Lords va crear un comitè amb l'equilibri habitual entre conservadors i reformistes per examinar i definir la doctrina, però el comitè va tenir poc temps per fer el necessari per a una revisió detallada. El 16 de maig, el Thomas Howard, duc de Norfolk va assenyalar que el comitè no va acordar solucions i va proposar que els lords examinessin sis preguntes, que finalment van constituir la base dels «sis articles». Van mantenir la interpretació conservadora de doctrines com la presència real, el celibat el clergat i la necessitat de confessió auricular (confessió privada dels pecats a un sacerdot). A causa que l' Acta dels Sis Articles estava avançant al Parlament, Cranmer es va mudar amb la seva dona i fills fora d'Anglaterra per seguretat. Fins a aquest moment, la família es va mantenir amagada en silenci, probablement al Palau Ford (Kent). La llei va ser aprovada a finals de juny i va obligar a Latimer i Nicholas Shaxton a renunciar a les seves diòcesis donada la seva oberta oposició. 
El contratemps per als reformistes va durar poc. Al setembre, Enric VIII estava disgustat amb els resultats de l'Acta i els seus promulgadors; Cranmer i Cromwell van tornar a donar-li consell. El rei va sol·licitar al seu arquebisbe la redacció d'un nou prefaci per a la Gran Bíblia, una traducció a l'anglès de les Sagrades Escriptures publicada per primera vegada l'abril de 1539 sota la direcció de Cromwell. El prefaci va ser elaborat com un sermó dirigit als lectors. Mentrestant, Cromwell estava encantat que el seu pla de matrimoni entre Enric VIII i Anna de Clèveris, germana d'un príncep alemany, fos acceptat pel rei. En la seva opinió, aquest matrimoni podria restablir les relacions amb la Lliga d'Esmalcalda. Enric VIII es va desanimar quan va conèixer a Anna l'1 de gener de 1540, però es va esposar amb ella de mala gana el 6 de gener en una cerimònia oficiada per Cranmer. No obstant això, el matrimoni va acabar en desastre quan Enric VIII va decidir poc després que demanaria el divorci. Això va col·locar al monarca en una posició compromesa i Cromwell en va patir igualment les conseqüències. Els seus vells enemics, com el duc de Norfolk, van aprofitar la debilitat de Cromwell i el van detenir el 10 de juny. Immediatament, va perdre el suport de tots els seus amics, entre ells Cranmer. Tot i això, com havia fet amb Anna Bolena, Cranmer va escriure una lletra al rei defensant el treball realitzat per Cromwell. El 9 de juliol, el matrimoni d'Enric VIII amb Anna de Clèveris va ser anul·lat ràpidament pel sínode vicegerencial, ara dirigit per Cranmer i Gardiner. 
Després de la nul·litat matrimonial, Cromwell va ser executat el 28 de juliol.  Ara, Cranmer es trobava en una posició políticament prominent, sense que una altra persona pogués destorbar. Durant la resta del regnat d'Enric VIII, es va aferrar a l'autoritat de monarca. El rei tenia plena confiança en ell i, a canvi, Cranmer no li podia amagar cap assumpte. A finals de juny de 1541, Enric VIII i la seva nova esposa, Caterina Howard, van anar a la seva primera visita a nord d'Anglaterra. Cranmer va romandre a Londres com a membre d'un consell que atenia els assumptes del rei en la seva absència. Els seus companys van ser el lord canceller Thomas Audley i Edward Seymour, comte d'Hertford. Aquesta va ser la primera posició important de Cranmer fora de l'Església. A l'octubre, mentre el rei i la reina eren lluny, un reformista anomenat John Lascelles va revelar a Cranmer que Caterina Howard havia tingut relacions extramatrimonials. Cranmer va informar Audley i Seymour i van decidir esperar fins al retorn d'Enric VIII. Espantats d'enfurir el rei, Audley i Seymour van suggerir que Cranmer donés la notícia, que va passar discretament el missatge al rei durant la missa el dia de Tots Sants. Una investigació va demostrar les indiscrecions matrimonials i Caterina Howard va ser executada el febrer de 1542. 

## Suport del rei

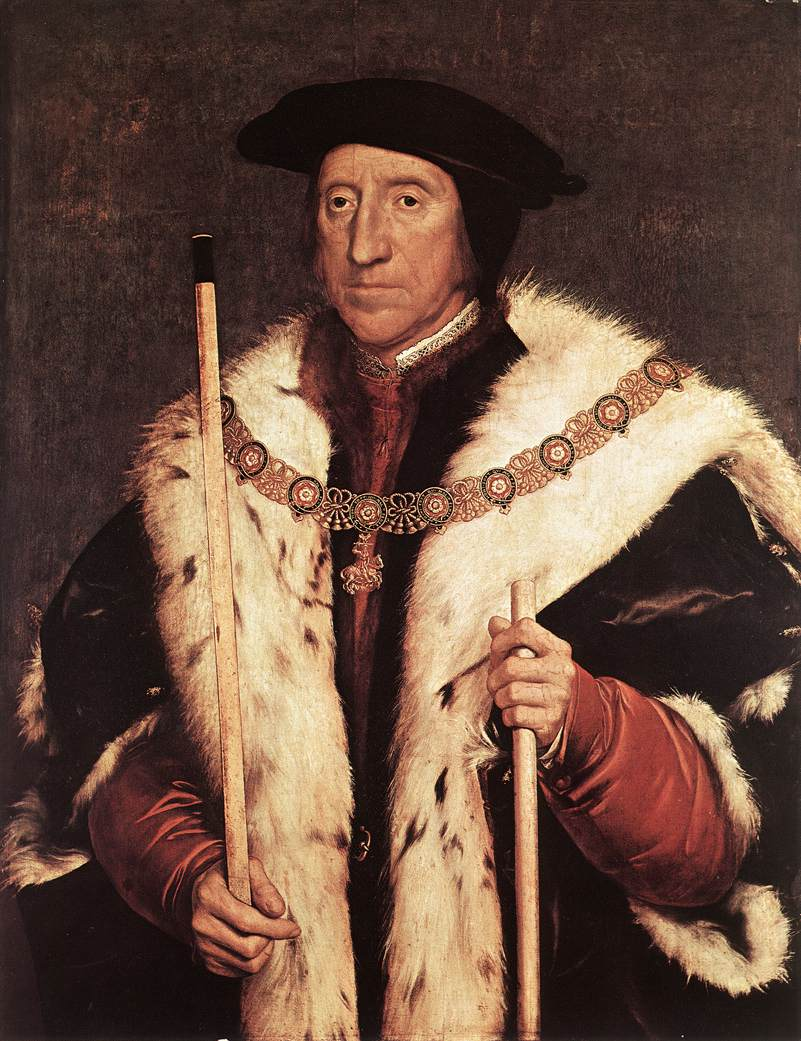
Thomas Howard, duc de Norfolk, un dels principals enemics de Cranmer.

L'any 1543, diversos clergues conservadors de Kent es van unir per atacar i denunciar dos reformistes -Richard Turner i John Bland- davant el consell privat. Van presentar acusacions davant el consell, però, al darrer moment, el nebot de Stephen Gardiner -Germain Gardiner- va afegir més denúncies. Aquestes acusacions anaven dirigides contra Cranmer i s'enumeraven suposades malifetes ocorregudes l'any 1541. Aquest document i les accions que van seguir van ser el principi de l'anomenat «complot de la prebenda». Les cartes amb les denúncies van ser lliurades al consell a Londres i, probablement, llegides el 22 d'abril de 1543. Possiblement, el rei va veure els articles contra Cranmer aquella nit. No obstant això, l'arquebisbe va aparèixer en el Consell sense saber que s'hi feia un atac a la seva persona. Els seus comissionats al Palau de Lambeth van tractar específicament el cas de Turner, que va ser absolt davant la fúria dels conservadors.
Mentre es desenvolupava el complot contra Cranmer, els reformistes eren atacats des d'altres fronts. El 20 d'abril, la Convocatòria tornar a reunir-se per considerar la revisió de l' Llibre dels bisbes. Cranmer va presidir els subcomitès, però els conservadors van ser capaços de revertir molts avenços reformistes, com la justificació per la fe. El 5 de maig, van concloure una nova revisió anomenada Una doctrina i erudició necessària per a qualsevol home cristià (A Necessary Doctrine and Erudition for any Christian Man) o Llibre del Rei. Doctrinalment, era molt més conservadora que el Llibre dels bisbes. El 10 de maig, els reformistes van tenir un altre infortuni. El Parlament va aprovar l'Acta per a la Promoció de la Veritable Religió, que va abolir «llibres erronis» i va restringir la lectura de la Bíblia en anglès a persones amb l'estatus de noble. De maig a agost, van interrogar els reformistes i els van obligar a triar entre la retractació o la presó.
Durant cinc mesos, Enric VIII no va intervenir en les acusacions contra el seu arquebisbe.  Finalment, Cranmer es va adonar de la conspiració pel mateix rei. Segons Ralph Morice, secretari de l'arquebisbe, en algun moment de setembre de 1543 el rei va mostrar a Cranmer un document que resumia les acusacions en contra seu. Es va realitzar una investigació i Cranmer va ser nomenat investigador en cap. Van fer violacions de domicili i batudes sorpresa, van reunir l'evidència i van identificar els capitostos. Cranmer tenia intencions de sotmetre els clergues implicats en la conspiració a una humiliació pública, però finalment els va perdonar i va continuar a emprar els seus serveis. Per demostrar-li la seva confiança, Enric VIII li va donar el seu segell personal. Quan el consell privat va arrestar Cranmer a finals de novembre, els nobles no van poder procedir perquè tenia el símbol de confiança del rei. El complot va acabar amb dos dirigents de segon rang empresonats i Germain Gardiner condemnat a mort. 

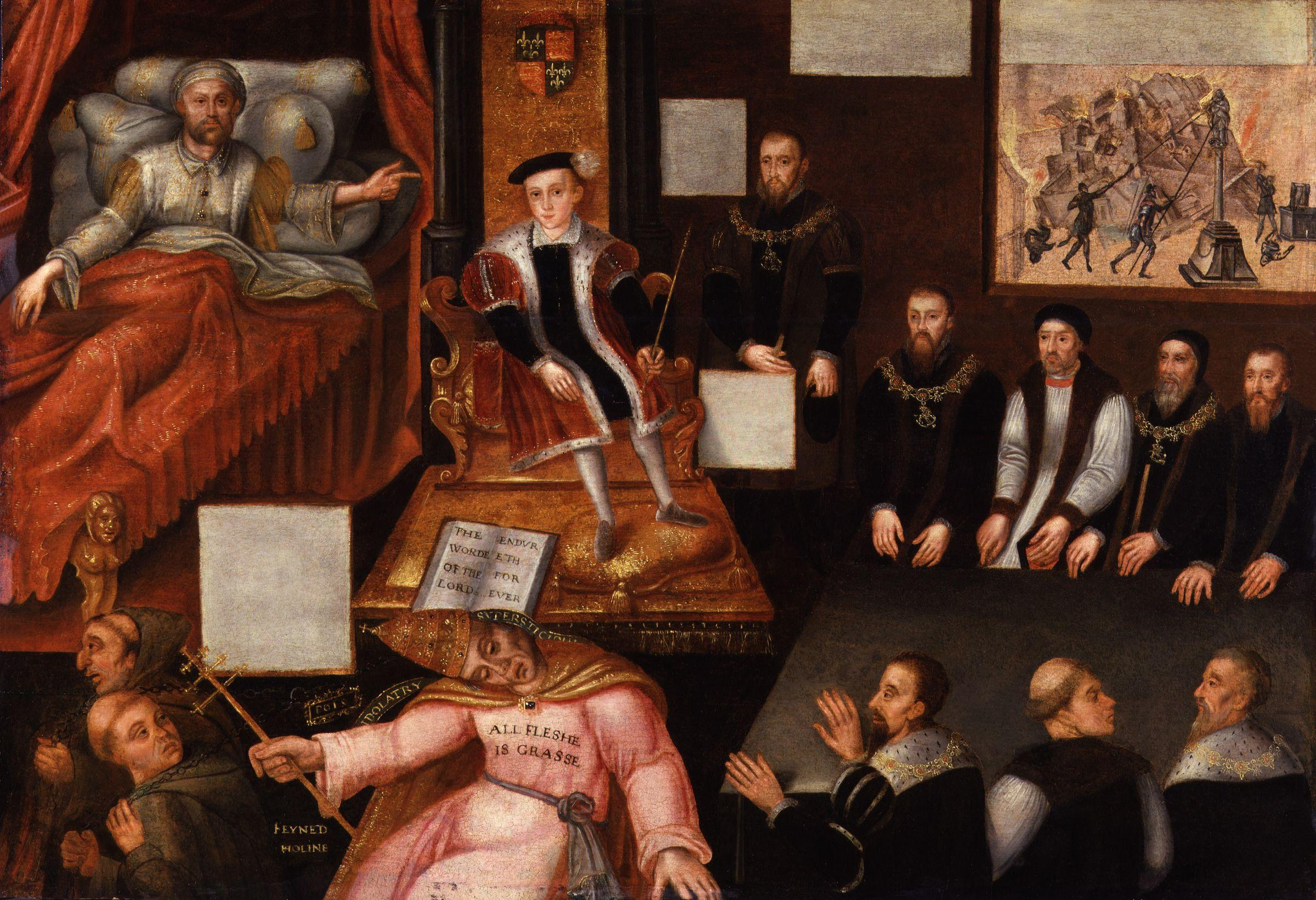
El moribund Enric VIII i el seu fill Eduard amb els seus oncles (Edward Seymour, duc de Somerset i Thomas Seymour) i Cranmer.

Amb l'ambient favorable, Cranmer va continuar tranquil·lament les seves activitats per a reformar l'Església, sobretot la litúrgia. El 27 de maig de 1544, va publicar el primer ofici religiós autoritzat a llengua vernacla, un servei de processó intercessora conegut com Exhortació i lletania (Exhortation and Litany). Avui en dia, sobreviu amb modificacions menors en el Llibre de l'oració comuna. La lletania tradicional empra invocacions als sants, però Cranmer va reformar profundament aquest aspecte per no oferirr cap oportunitat en el text a aquesta veneració. Es van triar reformistes addicionals a la Cambra dels Comuns del Regne Unit i la nova legislació va frenar els efectes de l' Acta dels Sis Articles i l'Acta per a la Promoció de la Veritable Religió.
L'any 1546, una coalició de conservadors -entre ells Gardiner, el duc de Norfolk, el lord canceller Wriothesley i Edmund Bonner, bisbe de Londres- van fer un últim intent per detenir els reformistes. Diversos clergues simpatitzants de Cranmer van ser atacats. Alguns, com Lascelles, van morir cremats a la foguera. No obstant això, Edward Seymour i John Dudley -nobles reformistes de major poder polític- van tornar a Anglaterra després de passar l'estiu a l'estranger i van frustrar el pla dels conservadors. A la tardor, dos incidents van inclinar la balança. Gardiner va ser el primer a caure quan es va negar davant el rei a convenir per a l'intercanvi de béns episcopals i Henry Howard, fill del duc de Norfolk, va ser acusat de traïció i executat. No hi ha evidència que Cranmer tingués res a veure en aquestes conteses polítiques i no hi va haver altres complots quan la salut del rei va decaure en els seus últims mesos de vida. Cranmer va realitzar els seus deures finals per al rei el 28 de gener de 1547 quan va llegir una declaració de fe reformada mentre prenia de la mà d'Enric VIII en lloc de donar-li els rituals per al seu bon morir. Cranmer va lamentar la mort d'Enric VIII i anys després va comentar que demostrava el seu pesar deixant-se créixer la barba. També representava un símbol de la seva ruptura amb el passat. Els reformistes continentals es deixaven créixer la barba per expressar el seu rebuig de l'antiga Església i aquest simbolisme era molt conegut a Anglaterra. El 31 de gener, va ser un dels marmessors de l'última voluntat del rei que van nominar a Edward Seymour com lord protector i va donar la benvinguda al nou rei, Eduard VI. 

## Doctrines reformades

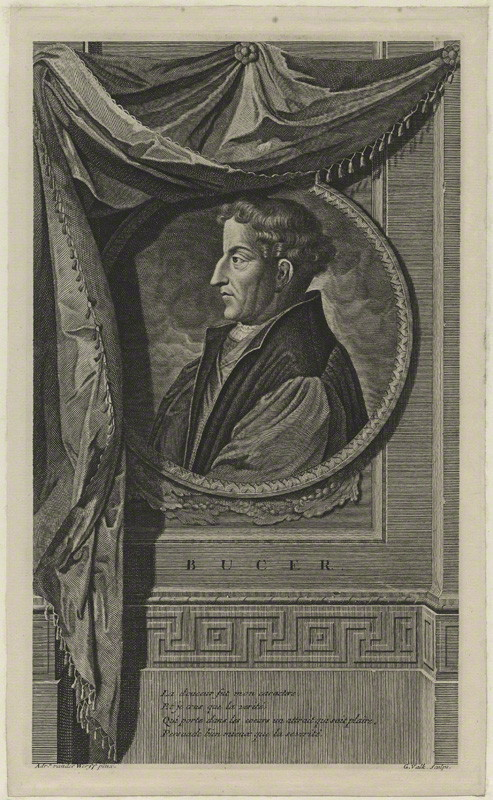
Martin Bucer, qui havia mantingut correspondència amb Cranmer durant molts anys, es va veure obligat a fugir a Anglaterra.

Sota la regència de Seymour, els reformistes eren part de la classe dirigent. L'agost de 1547 hi va haver una visita reial a les províncies i cada parròquia va ser instruïda a aconseguir una còpia de les noves homilies. Aquest llibre constava de dotze homilies, de les quals quatre van ser escrites per Cranmer. La seva reafirmació de la doctrina de la justificació per la fe va provocar una reacció negativa de Gardiner. a l'«Homilia sobre les bones obres unides a la fe» (Homily of Good Works annexed to Faith), Cranmer va atacar el monacat i la importància de certes accions personals que intervenen en les recitacions litúrgiques i cerimònies. Per tant, va reduir la varietat de bones obres que es consideraven necessàries i va reforçar la primacia de la fe. A cada parròquia visitada, es van establir mesures cautelars que van resoldre «... suprimir qualsevol imatge a la qual s'atribueixi alguna sospita de devoció». 
Els seus punts de vista sobre l'eucaristia, que ja s'havien allunyat de la doctrina catòlica tradicional, van rebre una altra empenta dels reformistes continentals. Cranmer havia mantingut contacte amb Martin Bucer des de les primeres converses amb la Lliga d'Esmalcalda. No obstant això, la relació entre tots dos es va fer més propera causa de la victòria de Carles V sobre la Lliga a la batalla de Mühlberg, que va convertir a Anglaterra en l'única nació poderosa que donava refugi a reformistes perseguits. Cranmer va escriure una lletra a Bucer (ara perduda) amb preguntes sobre la teologia eucarística. A la contestació, amb data 28 de novembre de 1547, Bucer negava la presència real i condemnava la transsubstanciació i adoració dels elements. La lletra va ser lliurada a Cranmer per dos teòlegs reformats italians - Pietro Martire Vermigli i Bernardino Ochino-, que van arribar com a refugiats a Anglaterra. Vermigli també va portar l'epístola Ad Caesarium Monachum, suposadament escrita per sant Joan Crisòstom (ara considerada una falsificació), que va proporcionar les bases patrística s contra la presència real.  Aquests documents van influir a Cranmer en les seves opinions sobre l'eucaristia.  
El març de 1549, la ciutat d'Estrasburg va expulsar Martin Bucer i Paul Fagius. Immediatament, Cranmer els va convidar a refugiar-se a Anglaterra i va prometre que serien ubicats a les universitats. Segons MacCulloch, quan van arribar el 25 d'abril, Cranmer estava encantat de conèixer a Bucer després de divuit anys de comunicació per correspondència. Havia de menester aquests erudits per formar una nova generació de predicadors, així com en la reforma de la litúrgia i doctrina. Un altre dels que van acceptar les seves invitacions va ser el reformista polonès Jan Laski, però va ser incapaç de convèncer Osiander i Melanchthon.

## ElLlibre de l'Oració Comuna

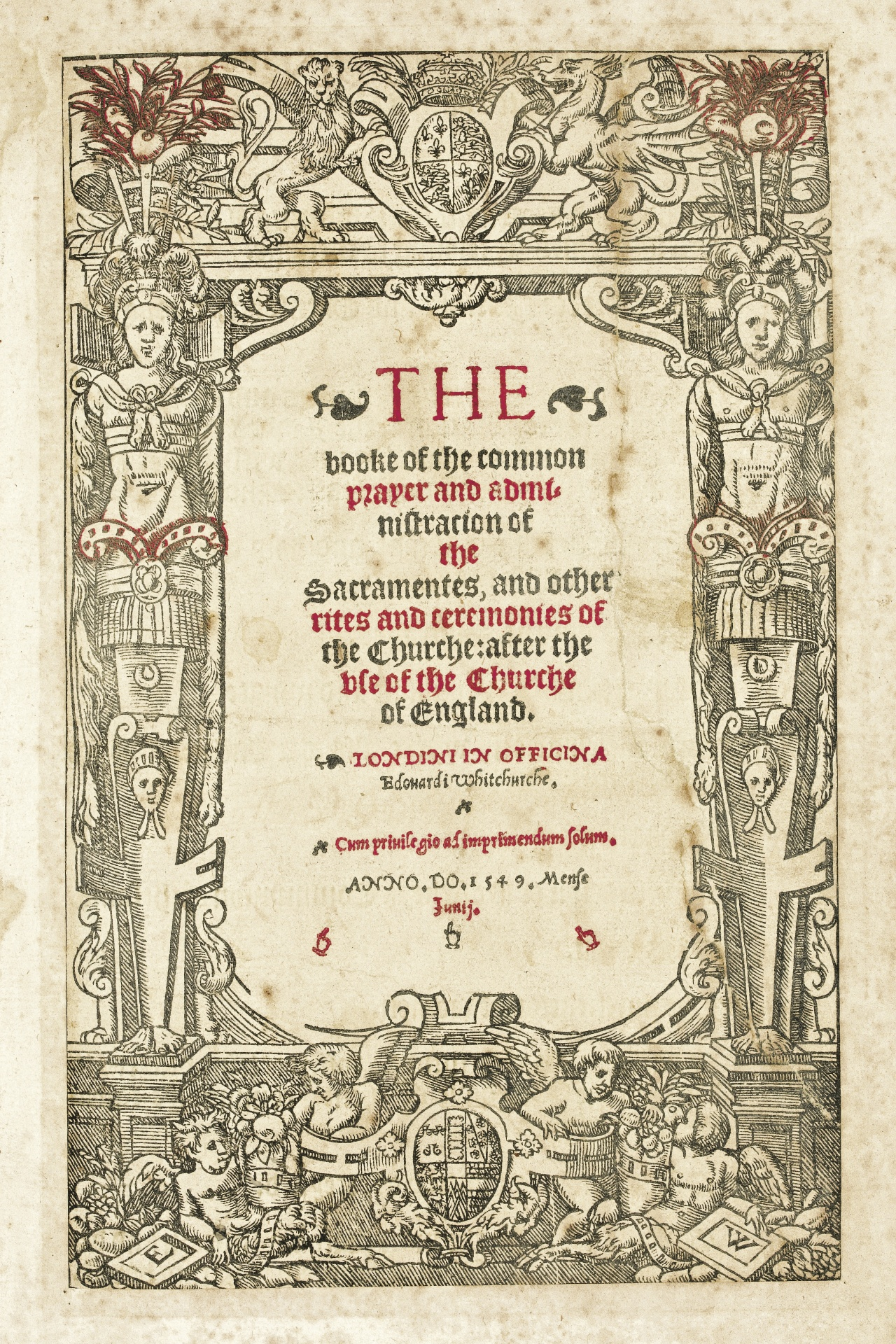
Portada del Llibre de l'oració comuna (1549).

A mesura que es va estendre l'ús de l'anglès en els serveis d'adoració, es va fer evident la necessitat d'una litúrgia uniforme i completa per a l'Església anglicana. Les primeres reunions per iniciar el que es convertirà en el Llibre de l'Oració Comuna van tenir lloc a l'antiga abadia de Chertsey i en el castell de Windsor el setembre de 1548. La llista de participants només pot ser reconstruïda parcialment, però MacCulloch suposa que estaven equilibrats entre conservadors i reformistes. Aquestes reunions van ser seguides d'un debat sobre l'eucaristia a la Cambra dels Lords, entre el 14 i 19 de desembre. Cranmer va anunciar públicament en aquest debat que havia abandonat la doctrina de la presència real i creia que la presència eucarística era només espiritual.  Després de Nadal, el Parlament va donar suport a la publicació del Llibre de l'Oració Comuna en aprovar l'Acta d'uniformitat de 1549. També van legalitzar el matrimoni clerical. 
L'historiador David Selwyn va indicar que és difícil determinar quant del Llibre de l'Oració Comuna va ser escrit per Cranmer. Diversos erudits litúrgics han estat capaços de rastrejar les fonts que va utilitzar, com el Ritus d'Sarum, manuscrits de Hermann von Wied i diverses fonts luteranes, com Osiander i Justus Jonas.  També resulta problemàtic determinar com Cranmer va treballar en el llibre i amb qui. No obstant això, encara que falta informació sobre qui el van poder haver ajudat, tradicionalment li han donat el crèdit de la direcció editorial i l'estructura general del llibre. 
El 9 de juny de 1549, l'ús del nou llibre de pregària es va fer obligatori, el que va desencadenar una sèrie de protestes a Devon i Cornualla - on l'idioma anglès encara no era d'ús comú - en l'anomenada «rebel·lió del Llibre de l'oració Comuna». A principis de juliol, la insurrecció s'havia estès a altres punts a l'est d'Anglaterra. Els rebels van fer diverses demandes, que incloïen la restauració dels «6 articles», l'ús del llatí en la missa amb el pa consagrat per als laics, la restauració de les oracions per les ànimes al purgatori i la reconstrucció de les abadies. Cranmer va escriure una dura resposta a aquestes demandes al rei en la qual va denunciar la iniquitat de la rebel·lió. El 21 de juliol, Cranmer es va apoderar de la catedral de Sant Pau i va defensar vigorosament l'orientació reformadora de l'Església. Un esborrany del seu sermó -l'únic exemple existent de la seva predicació per escrit en tota la seva carrera- revela que va col·laborar amb Vermigli a fer front a la rebel·lió.

## Consolidació dels beneficis

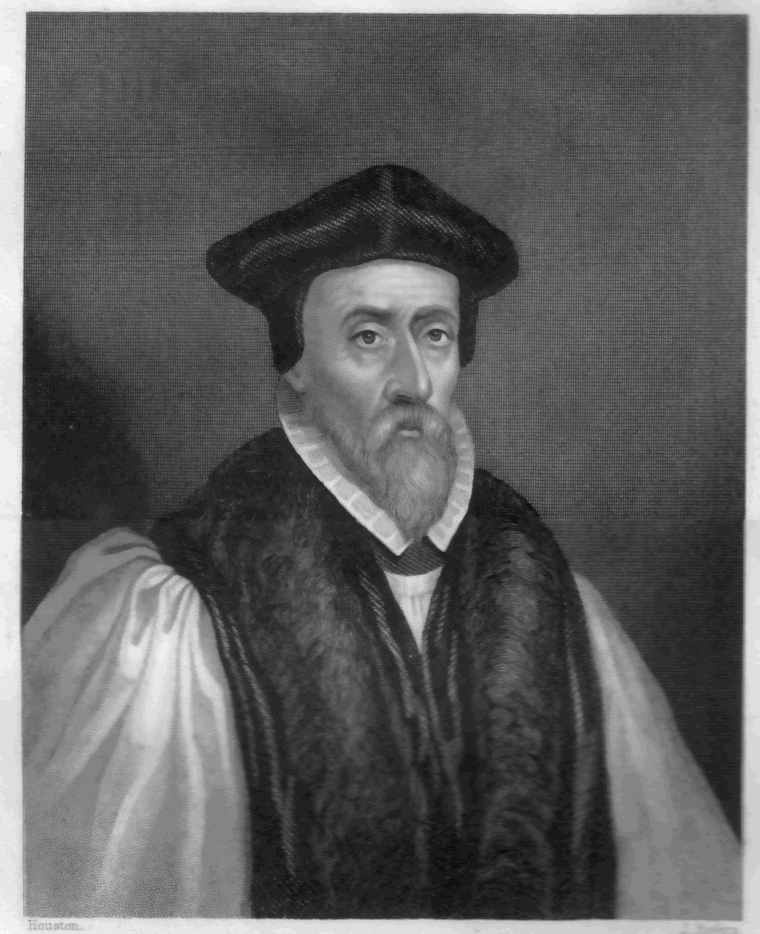
John Hooper va ser influenciat per la reforma de Zwingli i va advocar per canvis més radicals.

La rebel·lió del Llibre d'Oració Comuna i altres successos van tenir un efecte negatiu en la regència de Seymour. El consell privat es va dividir quan un grup de consellers dissidents es van aliar amb John Dudley per enderrocar Seymour. Inicialment, Cranmer i dos consellers - William Paget i Thomas Smith - es van manifestar a favor de Seymour. No obstant això, després d'una conversa per correspondència entre les dues parts, va ocórrer un incruent cop d'Estat que va acabar amb el protectorat de Seymour el 13 d'octubre de 1549. Tot i que no comptaven amb el suport de polítics religiosament conservadors després del cop d'Dudley, els reformistes van aconseguir mantenir el control del nou govern i la Reforma anglicana va continuar consolidant el seu poder.  Seymour va ser empresonat a la Torre de Londres, però va ser alliberat el 6 de febrer de 1550 i va tornar al consell. Cranmer va aconseguir transferir a Nicholas Ridley, el seu antic capellà, d'una seu menor de Rochester a la diòcesi de Londres; John Ponet va ocupar la posició de Ridley. Els consellers conservadors van ser destituïts i reemplaçats amb reformistes. El primer resultat de la cooperació i concertació entre Cranmer i Bucer va ser l'Ordinal, la litúrgia de l'ordenació de sacerdots. Faltava en la primera edició del Llibre de l'oració comuna i no es va publicar fins a 1550. Cranmer va aprovar l'esborrany de Bucer i va crear tres oficis per nomenar diaques, sacerdots i bisbes. En el mateix any, va publicar la Defensa de la veritable doctrina catòlica del sagrament del cos i de la sang del nostre Salvador, Crist (Defence of the True and Catholic Doctrine of the Sacrament of the Body and Blood of Christ), una explicació semioficial de la teologia eucarística en el Llibre d'Oració Comuna. Va ser el primer llibre complet que portava el nom de Cranmer a la portadella. El prefaci resumia la seva disputa amb Roma en un conegut passatge on va comparar «rosaris, indulgències, peregrinacions i altres coses del papat» amb «males herbes» i que les «arrels» d'aquelles eren la transsubstanciació, la presència real i la naturalesa sacrificial de la missa.  
Encara que Bucer va col·laborar en el desenvolupament de la Reforma anglicana, era força preocupat per la velocitat en què progressava. Tant Bucer com Fagius s'havien adonat que el Llibre de l'Oració Comuna de 1549 no era un avanç notable, encara que Cranmer va assegurar a Bucer que només era el primer pas i que seria temporal. No obstant això, per a l'hivern de 1550, Bucer s'anava desil·lusionant. Cranmer va tractar que no se sentis marginat i es va mantenir en contacte amb ell. Aquesta atenció va servir en la «controvèrsia sobre les vestidures», un incident iniciat per John Hooper, seguidor de Heinrich Bullinger, qui havia tornat recentment de Zúric. Hooper estava disgustat amb el Llibre de l'Oració Comuna i l'Ordinal i es va oposar particularment a l'ús de cerimònies i vestimentes. Quan el consell privat el va seleccionar per ser el bisbe de Gloucester el 15 de maig de 1550, va establir en les seves condicions que es negava a portar les vestidures obligatòries. Jan Laski va ser un dels reformistes continentals que li van fer costat. Laski s'havia convertit en líder de la Dutch Church a Londres, un lloc de culte designat per als protestants refugiats. En la seva congregació, les pràctiques litúrgiques havien pres una direcció diferent de les de Cranmer. No obstant això, Bucer i Vermigli -els qui simpatitzaven amb l'opinió d'Hooper- van donar suport als arguments de Cranmer sobre l'autoritat i sosteniment de l'Església. Cranmer i Ridley es van mantenir ferms. Això va conduir a l'empresonament d'Hooper, qui finalment va cedir. Va ser consagrat el 8 de març de 1551 d'acord amb el Ordinal i va predicar davant el rei amb les seves vestidures episcopals. Es va mantenir la visió de Cranmer d'una reforma per mitjà de canvis curosos i sota l'autoritat de govern. 

## Fi de el programa de reformes
El paper polític de Cranmer va disminuir quan, el 16 d'octubre de 1551, Seymour va ser arrestat per suposada traïció. Al desembre va ser portat a judici i, encara que va ser absolt de la traïció, va ser declarat culpable de traïció i sentenciat a mort el 22 de gener de 1552.  Aquest va ser l'inici del distanciament entre Cranmer i Dudley, que es va agreujar durant aquest any amb l'apropiació gradual dels béns eclesiàstics per la regència.  Fins i tot en tota aquesta agitació política, Cranmer treballava simultàniament en tres grans projectes del seu programa de reformes: la modificació de l'Dret canònic, la revisió del Llibre de l'Oració Comuna i la formació d'una declaració de la doctrina. 

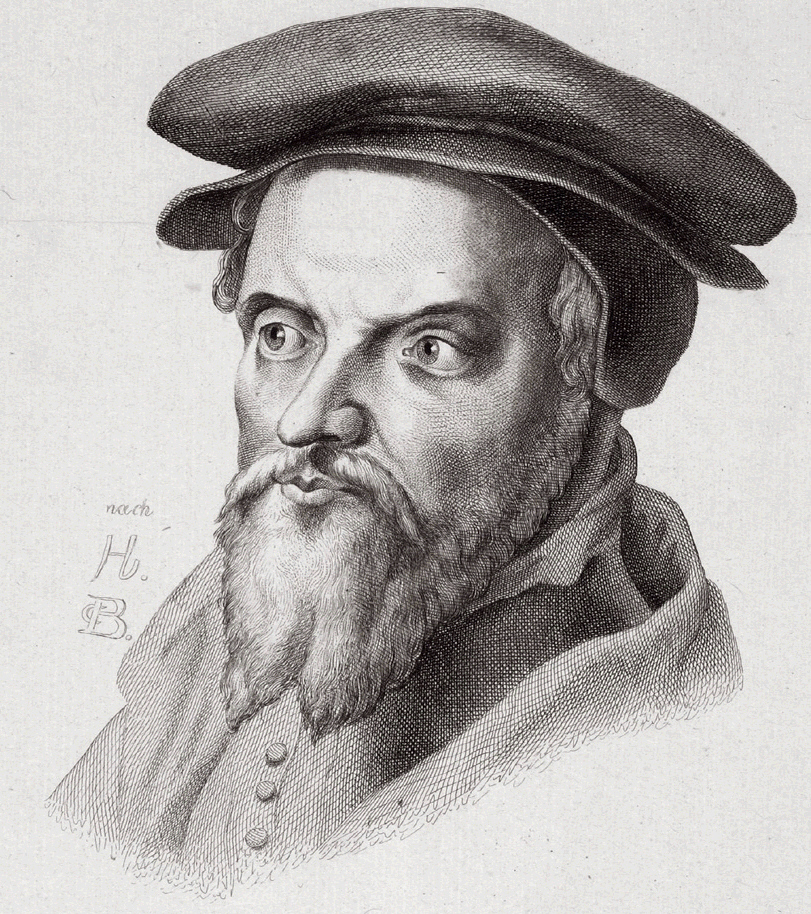
Pietro Martire Vermigli, un dels principals col·laboradors de Cranmer en la Reforma anglicana.

El Dret canònic original que definia el govern de l'Església necessitava una clara revisió després de la ruptura d'Enric VIII amb Roma. Es van realitzar diversos intents en tot el regnat d'Enric VIII, però els projectes inicials van ser abandonats quan la velocitat de la reforma va superar el temps necessari per a treballar en una revisió. El desembre de 1551, quan la reforma es va estabilitzar, Cranmer va formar un comitè per reiniciar el treball. Va cridar a Vermigli i també va convidar a Laski i Hooper a participar, el que ressalta la seva habilitat per perdonar accions passades. Cranmer i Vermigli van considerar que, si redactaven un bon codi de Dret eclesiàstic reformat, tindrien repercussió internacional. Cranmer planejava reunir a totes les esglésies reformades d'Europa sota el lideratge d'Anglaterra per enfrontar-se al Concili de Trento, la resposta de l'Església catòlica a la Reforma protestant. El març de 1552, va convidar els reformistes continentals més importants, Bullinger, Jean Cauvin i Melanchton, a Anglaterra perquè participessin en un concili ecumènic. No obstant això, Melanchthon no va respondre; Bullinger va indicar que cap d'ells podia sortir d'Alemanya -atès que era immersa en un conflicte militar entre l'emperador i els prínceps luterans-, mentre que Calvino va mostrar poc entusiasme i va respondre que no hi podia anar. En la seva resposta a Calvino, Cranmer va escriure: «Mentrestant, reformem l'Església d'Anglaterra al màxim de la nostra capacitat i treballarem perquè les seves doctrines i lleis es millorin a imatge de les Sagrades Escriptures». Actualment, només hi ha un manuscrit parcial del projecte amb les correccions i comentaris de Cranmer i Vermigli. Quan es va presentar la versió definitiva a Parlament, l'amistat entre Cranmer i Dudley havia desaparegut i el regent va posar fi al projecte del Dret canònic a la Cambra dels Lords. 
Com va passar en la primera edició del Llibre de l'oració comuna, els orígens i els participants de la nova revisió són poc coneguts, però és probable que Cranmer fos qui va dirigir el projecte i el seu desenvolupament. Possiblement havia començat abans de finals de 1549, perquè la convocatòria de Canterbury es va reunir per discutir l'assumpte en aquestes dates. A la fi de 1550, Vermigli i Bucer van buscar la manera en què la litúrgia pogués millorar i van influir significativament en la revisió. La presència espiritual es va aclarir amb l'ús de paraules completament diferents quan els combregants reben el pa i el vi. Noves addicions assenyalaven que el curato podia utilitzar qualsevol classe de pa o vi i d'aquesta manera es va desvincular de qualsevol presència física. El nou llibre va eliminar la possibilitat d'oracions pels morts, ja que implicaven donar suport a la doctrina del purgatori.  L'Acta d'Uniformitat de 1552, que va autoritzar l'ús del llibre, va determinar que el Llibre de l'oració comuna s'utilitzaria a partir de l'1 de novembre. No obstant això, la versió final no es va publicar de manera oficial fins a gairebé últim minut, a causa de la intervenció de Dudley. Mentre viatjava pel nord de país, Dudley es va reunir amb el reformista escocès John Knox, qui vivia llavors a Newcastle upon Tyne. Impressionat per la seva predicació, Dudley el va seleccionar per ser el seu capellà real i el va portar al sud per participar en els projectes de reforma. En un sermó davant el rei, Knox va negar la pràctica d'agenollar-se durant la comunió. El 27 de setembre de 1552, el consell privat va aturar la impressió del nou Llibre de l'Oració Comuna i van comunicar a Cranmer que havia de revisar-lo. Va respondre amb una llarga lletra argumentant que el Parlament comptava amb l'aprovació real per fer qualsevol canvi en la litúrgia. el 22 d'octubre, el consell va decidir mantenir la litúrgia tal com era i va afegir l'anomenada «rúbrica negra» (Black Rubric), que explicava que no hi havia adoració si algú s'agenollava en la comunió.  
Les bases de declaració de la doctrina -que amb el temps es van convertir en els «quaranta-dos articles» - també són incerts. Per a desembre de 1549 l'arquebisbe exigia als seus bisbes a subscriure determinats articles doctrinals.L'any 1551, Cranmer va presentar la versió d'un credo dels bisbes, però el seu estatus legal era ambigu. Cranmer no va dedicar molt esforç al desenvolupament dels articles, possiblement perquè treballava en la revisió del Dret canònic. Va estar més interessat en la declaració de la doctrina després que van fracassar els plans d'un concili ecumènic. El setembre de 1552, Cranmer i John Cheke treballaven en els esborranys dels articles. Cheke, amic seu de la seva etapa d'estudiant, es va encarregar de traduir-lo al llatí. Quan els «quaranta-dos articles» van ser publicats el maig de 1553, la portada deia que els articles van ser acordats en la Convocatòria i publicats amb l'autoritat del rei, però això no era cert i aquest error possiblement va ocórrer per problemes de comunicació entre l'arquebisbe i el consell privat. Cranmer es va queixar d'això davant el consell, però la resposta de les autoritats va ser que els articles es van crear durant l'època de la Convocatòria, tractant d'evadir una resposta directa. El consell va donar a Cranmer la tasca de demanar als bisbes que subscrivissin els articles, però molts s'oposaven i van assenyalar l'anomalia de la portada. Mentre Cranmer duia a terme aquest deure, una sèrie d'esdeveniments entorpirien les subscripcions.

## Judicis, retractacions i sentència de mort

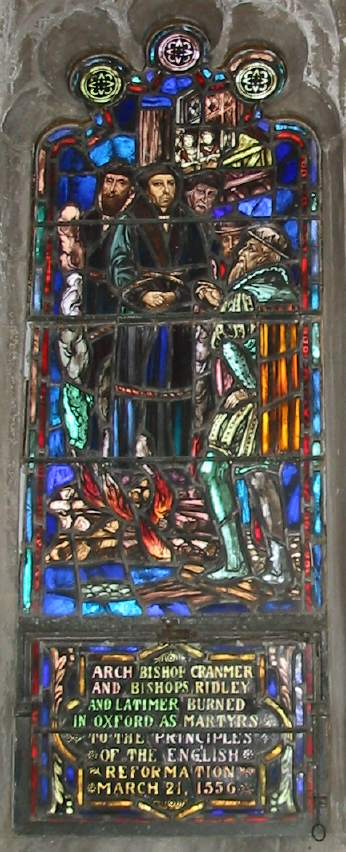
Vitrall amb les imatges de Cranmer, Latimer i Ridley, els màrtirs d'Oxford.

Eduard VI va caure greument malalt de tuberculosi als quinze anys i els consellers es van preocupar que no tingués gaire temps de vida. El maig de 1553, el consell va enviar diverses cartes als reformistes continentals assegurant que la salut del rei millorava. Entre les cartes n'hi havia una adreçada a Melanchthon que el convidava a Anglaterra per a ocupar el lloc de Regius Professor of Divinity a Cambridge, que era vacant des de la mort de Martí Bucer el febrer de 1551. Tant Enric VIII com Cranmer havien fracassat prèviament a convèncer Melanchthon de venir; aquesta vegada el consell va fer un esforç en enviar-li una bestreta per cobrir les seves despeses de viatge. Cranmer va enviar una lletra personal instant-lo a prendre l'oferta. Tot i excusar-se, Melanchthon mai va fer el viatge a Anglaterra. Mentre tenia lloc aquest esforç per consolidar la reforma, el consell treballava en convèncer a diversos jutges per entronar a Jane Grey, cosina d'Eduard i de religió protestant, en lloc de Maria, filla d'Enric VIII i Caterina d'Aragó i de fe catòlica. El 17 de juny de 1553, el rei va assenyalar en el seu testament que Jane el succeiria, contravenint la Tercera Acta de Successió. Cranmer va tractar de parlar en privat amb Eduard VI, però no hi va accedir i la seva audiència amb ell va ser en presència dels consellers. Eduard VI va dir que mantenia el que havia escrit en el seu testament. Probablement Cranmer va decidir donar suport a Jane abans del 19 de juny, quan es van enviar ordres reals per a la Convocatòria que aquesta reconeixeria la nova successió.
A mitjan de juliol, hi va haver revoltes provincials a favor de Maria i el suport a Jane Grey en el consell va disminuir. Quan Maria va ser proclamada reina, van ser empresonats Dudley, Ridley, Cheke i Henry Grey -pare de Jane i duc de Suffolk-, però no es van prendre mesures contra l'arquebisbe. El 8 d'agost, Cranmer va oficiar el funeral d'Eduard VI, d'acord amb els ritus del Llibre d'Oració Comuna. Durant aquests mesos, va aconsellar als seus col·laboradors, com Vermigli, que fugissin del país, però ell mateix va decidir romandre-hi. Els bisbes reformats van ser destituïts i reemplaçats per clergues conservadors, com Edmund Bonner, que van restaurar les seves antigues posicions. Els historiadors Ayris i Selwyn van assegurar que Cranmer no es va deixar vèncer sense lluitar. Quan es van difondre rumors que havia autoritzat la missa a la catedral de Canterbury, ho va negar i va dir: «... tota doctrina i religió, [elaborada] pel nostre senyor sobirà el rei Eduard VI, és [cada vegada] més pura i d'acord amb la paraula de Déu que qualsevol altre que hagi estat utilitzada a Anglaterra en aquests mil anys».  No en va, el govern va considerar que les paraules de Cranmer equivalien a una sedició. El 14 de setembre li van ordenar presentar-se davant el consell de la Cambra Estrellada i aquest dia Cranmer es va acomiadar de Vermigli per última vegada. Va ser enviat directament a la Torre de Londres, unint-se a Hugh Latimer i Nicholas Ridley.
El 13 de novembre de 1553, Cranmer i quatre presoners van ser jutjats per traïció. Diversos enemics de Cranmer van testificar que ell havia encoratjat l'heretgia i escrit obres herètiques. Van ser declarats culpables i condemnats a mort. El febrer de 1554 van executar a Jane Grey i altres rebels. Després tocava el torn als reformistes: a partir del 8 de març, el consell privat va ordenar que Cranmer, Latimer i Ridley fossin traslladats a la presó Bocard a Oxford a l'espera d'un segon judici per heretgia. En aquests dies, Cranmer va passar de contraban una lletra a Vermigli, qui havia fugit a Estrasburg. Hi va assenyalar que la situació desesperada de l'Església era una prova que el final s'acostava: «Prego perquè Déu ens permeti perseverar fins a la fi!».  Cranmer va romandre isolat a la presó durant disset mesos abans que comencés el judici, el 12 de setembre de 1555. Encara que es va dur a terme a Anglaterra, el judici era sota jurisdicció papal i el veredicte final arribaria de Roma. En l'interrogatori, Cranmer va admetre cada fet que se li presentava, però va negar qualsevol traïció, desobediència o heretgia. El judici de Latimer i Ridley va començar poc després, però els seus veredictes es van emetre gairebé immediatament i van ser cremats a la foguera el 16 d'octubre. Cranmer va ser portat a una torre per continuar amb el procés. El 4 de desembre, la Santa Seu va decidir el destí de Cranmer: privar de l'arquebisbat i permetre a les autoritats seculars decidir la seva condemna.  

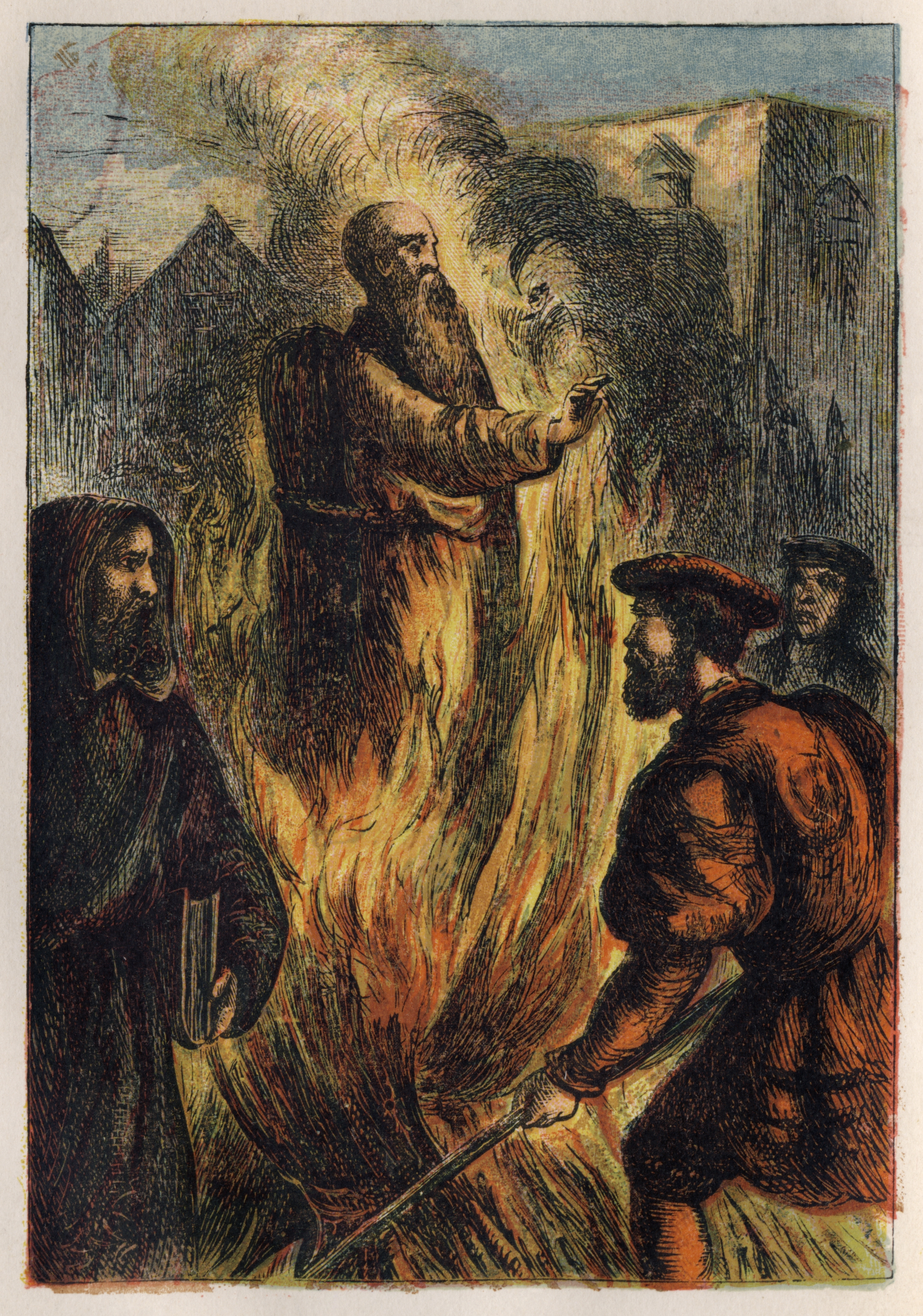
Execució de Cranmer, a El llibre dels màrtirs. Aquí s'aprecia el moment en què intenta cremar la seva mà dreta primer.

En els seus últims dies, les circumstàncies de Cranmer van canviar, la qual cosa va conduir a diverses retractacions. El 11 de desembre, va ser tret de Bocard i portat a la casa del degà de Christ Church (Oxford). Aquest nou entorn era molt diferent al dels seus dos anys de presó. Era en una comunitat acadèmica i era tractat com a convidat. Rebut pel frare dominic Juan de Villagarcía, va discutir temes com la supremacia papal i el purgatori. En les seves primeres quatre retractacions, entre finals de gener i mitjans de febrer, es va sotmetre a l'autoritat del rei Felip i la reina Maria i va reconèixer el papa com a cap de l'Església. El 14 de febrer de 1556, va ser degradat de les seves ordres religioses i va tornar a Bocard. En realitat, Cranmer havia cedit poc en la seva postura i Edmund Bonner no estava satisfet amb aquestes confessions. El 24 de febrer, l'alcalde d'Oxford va emetre l'ordre d'execució i la va fixar per al 7 de març. Dos dies després de l'anunci de l'ordre judicial, es va publicar una cinquena declaració -la primera que es podria considerar una veritable retractació-. Cranmer va rebutjar tota la teologia luterana i zuingliana, va acceptar plenament la doctrina catòlica -així com la supremacia papal i la transubstanciació- i va afirmar que no hi havia salvació fora de l'Església catòlica. Va dir que estaria alegre si tornava a la fe catòlica. També va sol·licitar l'absolució sacramental, la qual va ser concedida i va poder participar de la missa. Es va posposar l'execució a la foguera i, sota la pràctica habitual del dret canònic, havia de ser absolt.   Però Maria I va decidir que no era possible un nou ajornament. L'última retractació de Cranmer va ser emesa el 18 de març i en ella s'aprecia un home destrossat i confessant tot pecat. Tot i que el dret canònic estipulava que els heretges retractats podien ser indultats, Maria I va voler donar exemple amb Cranmer i va argumentar que «la seva iniquitat i obstinació era tan gran contra Déu i la seva gràcia que la seva clemència i misericòrdia no podrien tenir lloc amb ell» i va prosseguir amb l'execució. 
A Cranmer li van donar l'oportunitat d'una retractació final, però aquesta vegada en públic durant un servei religiós a University Church of St Mary the Virgin. Va escriure i va enviar el discurs amb antelació i es va publicar després de la seva mort. En el dia de la seva execució, Cranmer va iniciar una oració a la trona i una exhortació a obeir el rei i la reina, però va acabar el seu sermó amb una cosa inesperada en desviar-se del discurs preparat. Va renunciar a les retractacions que havia escrit o signat amb la seva pròpia mà des de la seva degradació i, com a tal, va exigir que havia de ser cremada primer. Després va dir: «I pel que fa al papa, el rebutjo, com l'enemic de Jesús i l'Anticrist amb tota la seva falsa doctrina».  va ser tret de la trona i portat a on Latimer i Ridley havien mort sis mesos abans. Mentre les flames creixien al seu voltant, va col·locar la seva mà dreta al centre del foc mentre deia «aquesta mà indigna» i les seves últimes paraules van ser: «Senyor Jesús, rep la meva vida ... Veig el cel obert ia Jesús de peu a la dreta de Déu ».    

## Repercussions i llegat

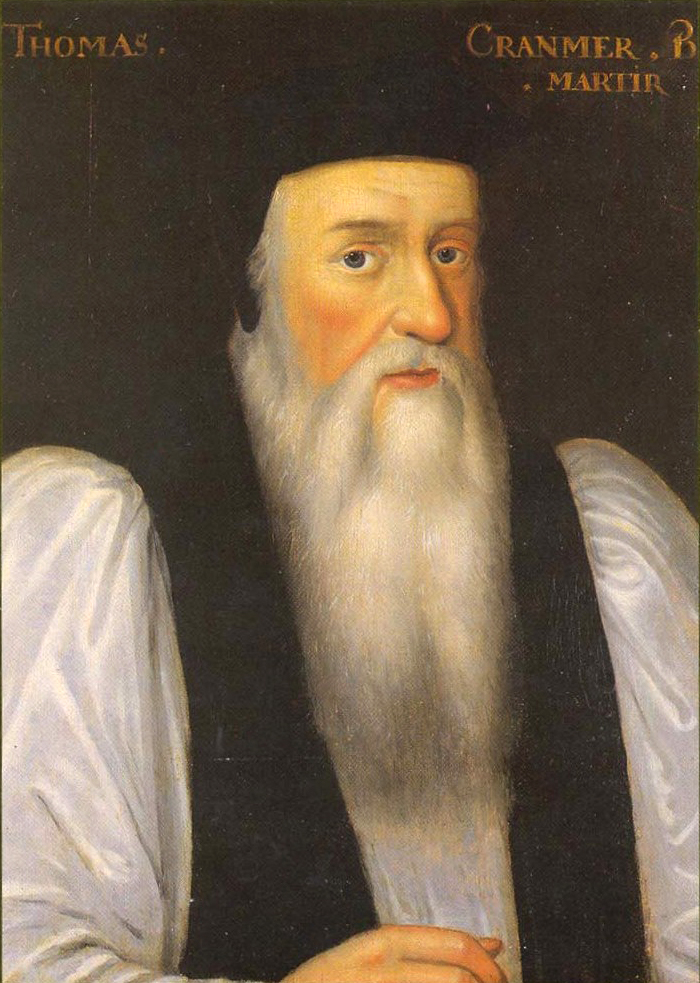
Retrat pintat per un artista desconegut després de la mort d'Enric VIII. Es deia que la seva barba significava el seu dol pel rei i el seu rebuig a Església catòlica.

El govern de Maria I va publicar un fullet amb les sis retractacions i el discurs que va donar a University Church. No s'esmentava el rebuig posterior a les seves retractacions, encara que la notícia ja era de domini públic, la qual cosa va soscavar l'eficàcia de la propaganda de la reina. De la mateixa manera, el partit protestant va tenir dificultats en aprofitar-se de l'esdeveniment per les retractacions de Cranmer. La propaganda dels exiliats es va concentrar en la publicació de diversos exemplars dels seus escrits. Finalment, John Foxe va relatar la vida de Cranmer en el seu llibre Fets i monuments (Acts and Monuments) o El llibre dels màrtirs (Book of Martyrs), imprès per primera vegada l'any 1563.  La família de l'arquebisbe, encara en vida d'aquest, havia estat expulsada al continent l'any 1539. No se sap exactament quan van tornar a Anglaterra, però va ser poc després de l'ascens d'Eduard VI l'any 1547 que Cranmer va reconèixer públicament la seva existència. Tampoc es té informació sobre la infància dels seus fills. La seva filla Margaret probablement va néixer als anys 1530 i el seu fill Thomas va néixer més tard, potser durant el regnat d'Eduard VI. En els dies de la coronació de Maria I, l'esposa de Cranmer, Margarete, es va escapar a Alemanya, mentre que el seu fill va ser confiat al seu germà, Edmund Cranmer, qui també el va portar amb ell al continent. Margarete Cranmer es va esposar amb l'editor favorit de l'arquebisbe, Edward Whitchurch. La parella va tornar a Anglaterra després del regnat de Maria I i es va establir a Surrey. Whitchurch va negociar el matrimoni de la seva fillastra amb Thomas Norton. Va morir el 1562 i la seva vídua es va casar per tercera vegada per Bartholomew Scott. Margarete va morir en els anys 1570. Els dos fills de Cranmer van morir sense descendència i la línia genealògica es va extingir. 
Quan Elisabet va arribar al poder, es va restaurar la independència de l'autoritat papal amb el nou reglament religiós. El procés va revertir l'Església d'Anglaterra a un estat similar a què tenia el setembre de 1552. Així, el Llibre de l'Oració Comuna de l'etapa isabelina bàsicament era l'edició de Cranmer de 1552, però sense la «rúbrica negra». En la Convocatòria de 1563, els «quaranta-dos articles» -que mai van ser adoptats per l'Església- es van alterar a la part de la doctrina eucarística per crear els «trenta-nou articles». La majoria dels exiliats va tornar i es van reinstal·lar a l'Església. Per a alguns, com Edmund Grindal -arquebisbe de Canterbury durant el regnat d'Isabel-, Cranmer va proporcionar un exemple brillant i el seu treball havia de ser mantingut i ampliat. Les majors preocupacions de Cranmer eren mantenir la supremacia del rei i la difusió de la teologia i pràctica reformada. Els estudiosos assenyalen que serà recordat per la seva contribució a la literatura i identitat cultural.   la seva prosa va orientar el desenvolupament de l'idioma anglès i el Llibre de l'Oració Comuna va ser una important contribució a la literatura anglesa, que va influir en el món de parla anglesa i va conduir el culte anglicà per quatre-cents anys. 
Alguns biògrafs catòlics representen a Cranmer com un «oportunista sense principis», «nicodemista» i «eina de la tirania real». D'altra banda, els biògrafs hagiogràfics protestants passen per alt els moments en què va trair als seus propis principis.  No obstant això, tots dos bàndols estan d'acord que Cranmer era un estudiós compromès, la vida tenia les fortaleses i debilitats d'un reformador molt humà i, moltes vegades, poc apreciat.  La comunitat anglicana el commemora com a màrtir de la Reforma el 21 de març, aniversari de la seva mort.